# Pleonotrocta xerota
Pleonotrocta xerota là một loài bướm đêm trong họ Noctuidae.